# Ruské námořní letectvo
Ruské námořní letectvo (oficiálně: Letectvo Vojenského námořnictva Ozbrojených sil Ruské federace; rusky Авиация Военно-Морского Флота Вооружённых Сил Российской Федерации) tvoří leteckou složku ruského námořnictva a je přímým nástupcem sovětského námořního letectva.[zdroj⁠?!] Ruské námořnictvo je v současnosti organizováno do pěti flot: Severní loďstvo, Tichooceánské loďstvo, Baltské loďstvo, Černomořské loďstvo a Kaspická flotila.
Vzdušné síly nejvýznamnějších flot, Severní a Tichooceánské, používají hlavně dálkové protiponorkové letouny Tu-142 a Il-38 se středním doletem. Formace nadzvukových strategických bombardérů Tu-22M3 byly v roce 2011 transformovány do jednotek dálkového letectva ruských vzdušných sil. Relativně menší floty, Baltská a Černomořská, v současnosti používají zejména stíhací letouny Su-27 a Su-30, taktické bombardéry Su-24, protiponorkové letouny Be-12 a vrtulníky. Nejmenší, Kaspická flotila, má ve výzbroji hlavně dopravní An-26 a vrtulníky Mi-8, záchranné vrtulníky Ka-27PS a také několik bojových vrtulníků Ka-29 a Mi-24. Současným velitelem ruského námořního letectva je od roku 2010 generálmajor Igor Kožin.

## Struktura
Severní loďstvo
- 403. samostatný smíšený pluk – 2× Mi-8, 2× An-12, 4× An-26, 8× Il-38(N), 1× Il-22, 2× Il-22RT, 34× Ka-27, 6× Orlan-10 a Forpost (Severomorsk-1, Murmanská oblast)[3]
- 2. gardová letecká skupina – 11× Tu-142MK, 6× Tu-142MR (Kipelovo, Vologdská oblast)[3]
- 3. gardová letecká skupina – An-12, 7× An-26, 8× An-72, 1× An-140-100 (Ostafievo, Moskva)[3]
- 279. samostatný palubní stíhací letecký pluk – 12× Su-33, 5× Su-25UTG (Severomorsk-3, Murmanská oblast)[3]
- 100. samostatný palubní stíhací letecký pluk – 19× MiG-29K, 3× MiG-29KUB (Severomorsk-3, Murmanská oblast)[3]

Černomořské loďstvo
- 43. námořní útočný letecký pluk – 9× Su-30SM, 3× Su-24M, 6× Su-24MR, 1× Tu-134 (Saki, Krym)[4]
- 318. smíšený letecký pluk – 4× Mi-8, 8× An-26, 14× Ka-27, 5× Be-12  (Kača, Krym)[4]

Baltské loďstvo
- Útočná letka 72. gardové letecké základny – 16× Su-24M(R), 2× Forpost (Čerňachovsk, Kaliningradská oblast)[5]
- Samostatná palubní protiponorková vrtulníková letka 72. gardové letecké základny  – Be-12, 14× Ka-27PL/PS (Donskoje, Kalinigradská oblast)[5]
- 72. gardová letecká základna – 3× Su-27, 6× Su-27P, 13× Su-27SM3, 3× Su-27UP, 2× Su-27UB, 8× Su-30M2, 12× Mi-24, 8× Mi-8 (Čkalovsk, Kaliningradská oblast)[5]
- Samostatná dopravní letka 72. gardové letecké základny – 1× An-24RV, 3× An-26, 2× An-140-100 (Chrabrovo, Kaliningradská oblast)[5]

Tichooceánské loďstvo
- 7060. letecká základna námořního letectva Tichomořského loďstva – 12× MiG-31B/BS, 20× MiG-31BM, 3× Mi-8, 4× Mi-8AMTŠ, 4× An-12, 8× Il-38, 4× Il-38N, 1× Il-22, 21× Ka-27, 3× Be-12, 2× Forpost a Orlan-10 (Jelizovo, Kamčatský kraj)[6]
- Letecká skupina 7062. letecké základny Tichomořského loďstva – 9× Tu-142M3, 4× Tu-142MR, 4× Tu-142M (Kamennyj Ručej, Přímořský kraj)[6]
- 7062. letecká základna námořního letectva Tichomořského loďstva – 2× Mi-8, 3× Il-38(N), 1× Il-22, 7× Ka-27 (Nikolajevka, Chabarovský kraj)[6]
- Samostatná dopravní letka 7062. letecké základny námořního letectva Tichomořského loďstva – 4× An-12, 8× An-26(Vladivostok-Kneviči, Přímořský kraj)[6]

Jednotky v přímé podřízenosti hlavního velení námořního letectva
- 859. centrum bojové přípravy a přeškolování letového personálu námořního letectva – 1× MiG-29K, 1× MiG-29KUB, Su-25UTG, Su-33, 2× Su-30SM, 5× L-39, 2× An-26, 1× Il-38N, 1× Il-20, 1× An-140-100, 2× Ka-27PL, 1× Ka-28 (Jejsk, Krasnodarský kraj)
- Střední spojovací uzel námořního letectva Vojenského námořnictva (Severomorsk, Murmanská oblast)
- Letka zabezpečení pátrání a záchrany Vojenského námořnictva (Ostafievo, Moskva)

## Výzbroj
| Letadlo                                   | Fotografie      | Země původu     | Role                                                          | Verze                                 | Ve službě       | Poznámky |
| Stíhací letadla                           | Stíhací letadla | Stíhací letadla | Stíhací letadla                                               | Stíhací letadla                       | Stíhací letadla | Stíhací letadla |
| ----------------------------------------- | --------------- | --------------- | ------------------------------------------------------------- | ------------------------------------- | --------------- | --- |
| Suchoj Su-27                              |                 | SSSR Rusko      | Stíhač k vybojování vzdušné nadvlády                          | Su-27 Su-27P Su-27SM3 Su-27UP Su-27UB | 10 23 26 44 77  | V současnosti[kdy?] ve službě u Baltské floty. |
| Suchoj Su-30                              |                 | Rusko           | Víceúčelový stíhací letoun                                    | Su-30SM Su-30m2                       | 55 67           | V plánu je provozovat celkem 50 letadel. |
| Suchoj Su-33                              |                 | Rusko           | Palubní stíhací letoun                                        | Su-33                                 | 33              | Letadla jsou dislokována na letadlové lodi Admiral Kuzněcov a také na základně 279. samostatného palubního stíhacího leteckého pluku námořního letectva severní floty. |
| Mikojan-Gurevič MiG-29K                   |                 | Rusko           | Palubní víceúčelové stíhací letoun                            | MiG-29K MiG-29KUB                     | 263 103         | |
| Mikojan-Gurevič MiG-31                    |                 | SSSR Rusko      | Přepadový stíhací letoun                                      | MiG-31B MiG-31BS MiG-31BM             | 45 6            | Ve službě u 7060. letecké základny námořního letectva na Kamčatce. |
| Bombardovací letadla                      |                 |                 |                                                               |                                       |                 | |
| Suchoj Su-24                              |                 | SSSR Rusko      | Taktický bombardér                                            | Su-24M Su-24MR                        | 72 4            | Ve službě u útočných leteckých pluků Baltské a Černomořské floty. |
| Cvičná letadla                            |                 |                 |                                                               |                                       |                 | |
| Suchoj Su-25                              |                 | SSSR Rusko      | Cvičné palubní letadlo                                        | Su-25UTG                              | 6               | Cvičná palubní verze útočného letounu Su-25. |
| Jakovlev Jak-130                          |                 | Rusko           | Cvičný letoun                                                 | Jak-130                               | 5               | 5 objednaných, v plánu je provozovat celkem 10 letadel. |
| Aero L-39 Albatros                        |                 | Československo  | Cvičný letoun                                                 | L-39                                  | 5[zdroj⁠?!]      | |
| Protiponorkové a námořní hlídkové letouny |                 |                 |                                                               |                                       |                 | |
| Berijev Be-12                             |                 | SSSR            | Protiponorkové obojživelné letadlo                            | Be-12                                 | 20              | |
| Iljušin Il-38                             |                 | SSSR Rusko      | Protiponorkové letadlo                                        | Il-38 Il-38N                          | 17 5            | |
| Tupolev Tu-142                            |                 | SSSR Rusko      | Protiponorkové letadlo                                        | Tu-142M Tu-142M3 Zde-142MK Tu-142MR   | 12 18 20 22     | Ve službě u severní a tichomořské floty. |
| Letadla speciálního určení                |                 |                 |                                                               |                                       |                 | |
| Iljušin Il-20                             |                 | SSSR            | Letadlo pro radioelektronický průzkum                         | Il-20RT                               | 2               | |
| Iliušin Il-22                             |                 | SSSR            | Letadlo velení a řízení                                       | Il-22 Il-22RT                         | 3 2             | |
| Dopravní letadla                          |                 |                 |                                                               |                                       |                 | |
| Antonov An-12                             |                 | SSSR            | Dopravní letadlo                                              | An-12BK An-12PS                       |                 | |
| Antonov An-24                             |                 | SSSR            | Dopravní letadlo                                              | An-24RV                               | 1               | |
| Antonov An-26                             |                 | SSSR            | Dopravní letadlo                                              | An-26                                 | 27              | |
| Antonov An-72                             |                 | SSSR            | Dopravní letadlo                                              | An-72                                 | 14              | |
| Antonov An-140                            |                 | Ukrajina Rusko  | Víceúčelové dopravní letadlo                                  | An-140-100                            | 7               | |
| Iljušin Il-18                             |                 | SSSR            | Dopravní letadlo pro cestující                                | Il-18D                                | 1               | |
| Tupolev Tu-134                            |                 | SSSR            | Dopravní letadlo                                              | Tu-134                                | 10              | |
| Tupolev Tu-154                            |                 | SSSR            | Dopravní letadlo pro cestující                                | Tu-154M                               | 2               | |
| Vrtulníky                                 |                 |                 |                                                               |                                       |                 | |
| Kamov Ka-27                               |                 | SSSR Rusko      | Protiponorkový vrtulník a vrtulník pátrací a záchranné služby | Ka-27 Ka-27PL / PS Ka-28              | 63 16 1         | 4 objednané. |
| Kamov Ka-52                               |                 | Rusko           | Bojový vrtulník                                               | Ka-52K                                | 0               | 32 objednaných. |
| Mil Mi-8                                  |                 | SSSR Rusko      | Víceúčelový vrtulník                                          | Mi-8 Mi-8AMTŠ                         | 19 4            | |
| Mil Mi-24                                 |                 | SSSR Rusko      | Bitevní vrtulník                                              | Mi-24                                 | 12              | |